# Введите обвиняемых
«Введите обвиняемых» (англ. Bring Up the Bodies), в первом русском переводе «Внесите тела», — исторический роман британской писательницы Хилари Мэнтел, впервые опубликованный в 2012 году. Вторая часть трилогии о советнике Генриха VIII Томасе Кромвеле, начатой романом «Вулфхолл». Её продолжением стал роман «Зеркало и свет».

## Сюжет
Действие романа происходит в Англии в эпоху короля Генриха VIII. Главный герой, от лица которого ведётся повествование, — канцлер Томас Кромвель. Действие начинается в 1535 году, основные события связаны с падением Анны Болейн.
Книга стала второй частью трилогии: в 2010 году вышел роман «Вулфхолл», в 2020 году — «Зеркало и свет».

## Оценки
За «Введите обвиняемых» Мэнтел получила свою вторую Букеровскую премию. Книга удостоилась премии Коста в двух номинациях — как лучший роман и как книга года.
Рецензенты дали роману исключительно высокие оценки, отметив, как и в «Вулфхолле», новаторский подход Мантел к жанру исторического романа, виртуозность стиля, умение передать дух эпохи. «Литературная изобретательность Мантел не изменила, — констатировала Маргарет Этвуд, — всё так же метко и точно в каждом слове». Писательница Хелен Данмор охарактеризовала «Введите обвиняемых» как «превосходную, великолепно выстроенную книгу, от которой невозможно оторваться». Обозреватель Mail of Sunday написал о «полном восторге от первой страницы до последней», рецензент Scotsman — об «эпичности, драматизме и напряжении», по которым роман Мантел не уступает «Крёстному отцу» Марио Пьюзо.
Роман вместе с «Вулфхоллом» стал литературной основой мини-сериала «Волчий зал».